# Joseph Siccard
Joseph Martin Siccard (Laken, 6 februari 1883 - Sint-Joost-ten-Node, 23 maart 1959) was een Belgisch volksvertegenwoordiger.

## Levensloop
De handelsvertegenwoordiger Siccard was soldaat tijdens de Eerste Wereldoorlog.
Na het conflict werd de Parti des Combattants opgericht, de Franstalige tegenhanger van de Vlaamse Frontpartij. Ze kende in Brussel enig succes. Siccard werd bij de verkiezingen van november 1919, samen met de oprichter van de partij William Van Remoortel, verkozen tot volksvertegenwoordiger voor het arrondissement Brussel en vervulde dit mandaat tot aan de verkiezingen van november 1921. De partij was toen al op de terugweg en verdween in 1925. 